# Edwin Franko Goldman

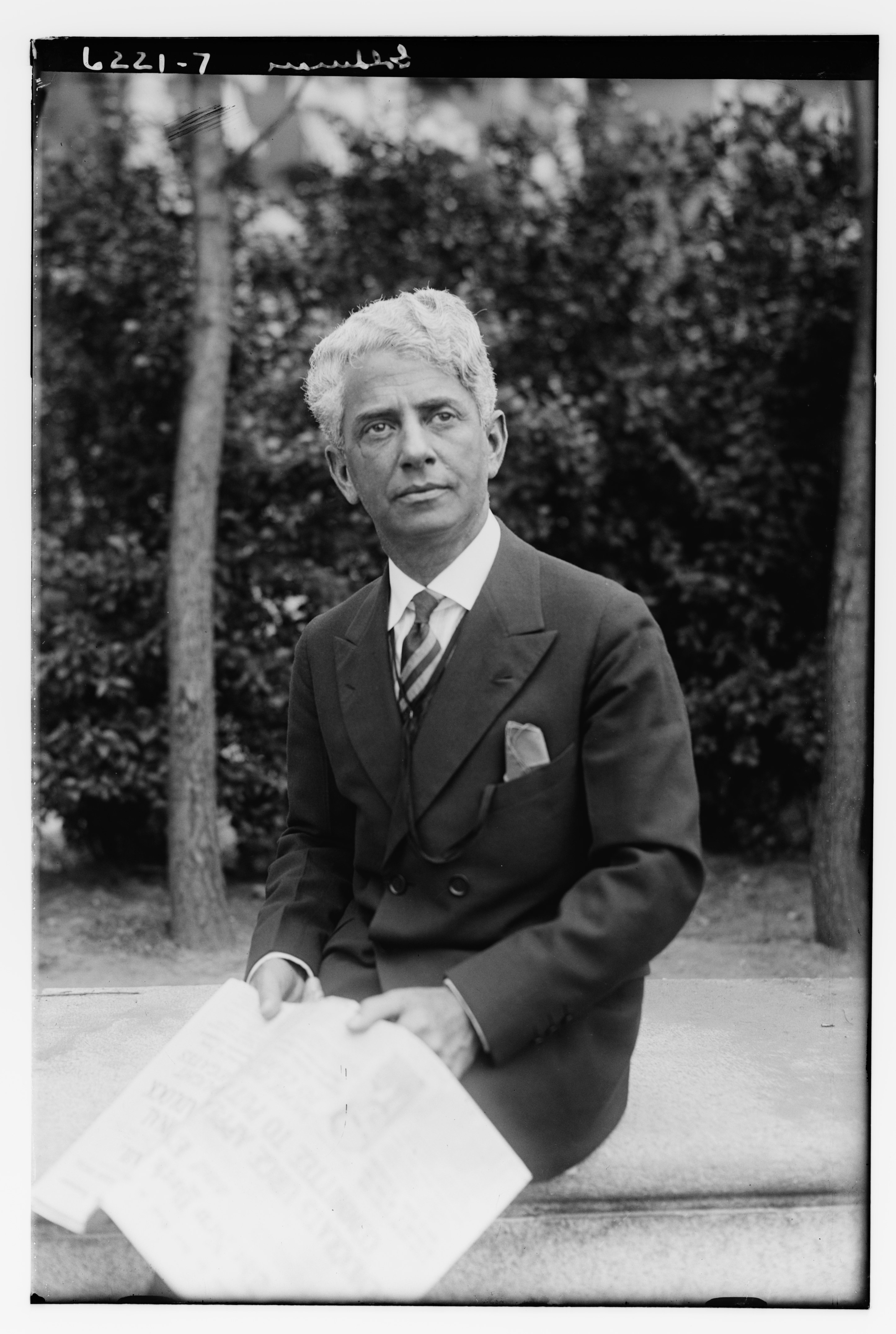
Edwin Franko Goldman (Pressefoto, ca. 1900).

Edwin Franko Goldman (* 1. Januar 1878 in Louisville; † 21. Februar 1956 in New York) war ein US-amerikanischer Komponist, Dirigent und Kornettist.

## Leben
Er entstammt einer sehr musikalischen Familie. Als er 9 Jahre jung war, verstarb sein Vater und die Familie zog nach New York. Zusammen mit einem seiner Brüder wurde er in einem jüdischen Waisenhaus untergebracht. Seine Mutter war eine begabte Pianistin, die zusammen mit seinem Bruder auftrat und einen großen Eindruck auf den noch jungen John Philip Sousa hinterließ. Im kindlichen Alter von 9 Jahren studierte er Kornett bei George Weigand am Hebrew Orphan Asylum in New York City. Danach studierte er bei dem grandiosen Kornettisten Jules Levy.
1892 lehnte er ein Stipendium für ein Studium in Europa ab und zog es vor, am National Conservatory of Music in New York Trompete und Kornett bei Carl Sohst und Harmonielehre bei Maurice Arnold zu studieren. Im Orchester des Konservatoriums spielte er unter der Leitung von Antonín Dvořák, zur damaligen Zeit Direktor des Konservatoriums, und auch unter Leitung von Victor Herbert, der auch Dozent war. Bei Dvořák hat er auch Komposition studiert.
Während der Studienzeit musizierte er auch eine Weile im Orchester seines Onkels Nahan Franko. Von diesem hat er den Namen Franko angenommen, um ihn später mit seinem Namen Goldman zu kombinieren. Es gelang ihm nicht, Mitglied der Band von John Philip Sousa zu werden. Ferner wies er ein Angebot des Boston Symphony Orchestras ab. 1901 wurde er Solo-Kornettist im Orchester der Metropolitan Opera Company und blieb dort bis 1909. Im Opernorchester der Metropolitan war sein Onkel Nahan Franko Konzertmeister. Einer der bemerkenswertesten Auftritte mit dem Metropolitan-Orchester war das legendäre Caruso-Recital am 23. November 1903 sowie sowohl Gustav Mahler als auch Arturo Toscanini als Dirigenten zu erleben.
Nachdem er 1909 das Metropolitan-Orchestra – gegen den Willen von Arturo Toscanini – verlassen hatte, wurde er zunächst von einem renommierten Musikverlag angestellt, für den er Trompeten testete und verschiedene Artikel für Magazine verfasste. Während dieser Zeit komponierte er seinen ersten Marsch The Spirit of Peace, der natürlich in dem Verlag vertrieben wurde. Später verfasste er eine noch heute berühmte Kornett-Schule, die auch dieser Verlag herausgab. Aber Goldman hatte schon vorher nur einen Traum, irgendwann mal ein Blasorchester nach seinen Vorstellungen zu dirigieren.
Am 8. Juli 1907 dirigierte er zum ersten Mal ein Blasorchester in Corlear's Hook Park. Am 17. April 1906 blieb er – während einer Konzertreise des Metropolitan-Orchesters – auf wundersame Weise mit seinem Onkel von den Folgen des Erdbebens in San Francisco verschont.

## Die Goldman-Band

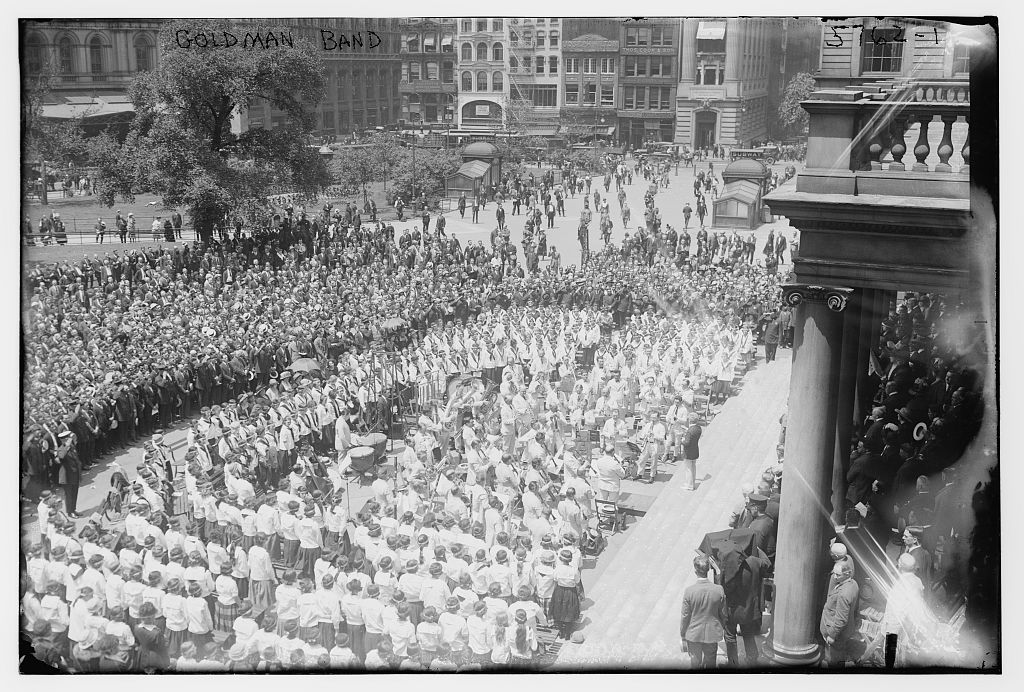
Auftritt der Goldman-Band 1922.

Bereits 1909 befand Goldman, dass die Sommerkonzerte der Bands aus Mitgliedern der Symphonie-Orchester und des Metropolitan-Orchesters, die sie in den Parks von New York gaben, wenig seriös waren. Die Bands probten kaum und die Musiker betrachteten diese Aufgabe letztlich als eine bequeme Quelle zusätzlicher Einkünfte. Deshalb gründete er 1911 die New York Military Band, in der er die besten Bläser der Orchester in New York vereinigte. Zwei Jahre danach wurde die Band fest für Gastkonzerte an der Columbia University engagiert. Aufgrund der finanziellen Unterstützung der Familie Guggenheim konnte er ein professionelles Orchester zusammenstellen. Seine einzigartigen, populären und kostenfreien Open-Air-Konzerte im Central Park von Manhattan und im Prospect Park in Brooklyn wurden zur damaligen Zeit von mehr Besuchern und Zuhörern aufgesucht (12.000 Zuhörer im Central-Park) als jede andere Konzertserie innerhalb und außerhalb der USA.
Später, als die Band etabliert und sich bereits einen guten Namen gemacht hatte, wurde sie 1920 in Goldman-Band umbenannt. Die Goldman-Band wurde eine der bekanntesten Bands und der Name Goldman stand als Synonym für exzellente Musik, auch außerhalb der USA. Schon recht zügig folgten Konzerte in der Carnegie Hall und im New York Hippodrom. 1923 trat man in der Konzertmuschel von The Mall im Central Park auf. Als diese Konzertmuschel 1924 aufgrund großzügiger Spenden massiv umgebaut wurde, war das Anlass genug, dafür den Marsch On the Mall aus Dankbarkeit zu komponieren. Die Spenden der Familie Guggenheim wurden immer wieder erneuert und daraus entstand dann die Guggenheim Foundation.
Man sprach von einem Triumvirat der Blasorchestermusik in den USA und meinte damit die Dirigenten Patrick Gilmore (1829–1892), John Philip Sousa (1854–1932) und Edwin Franko Goldman.
Am 5. Juli 1929 war er Mitbegründer und erster Präsident der American Bandmasters Association (ABA). Im Präsidium waren auch drei ehemalige Mitglieder der Band von John Philip Sousa, nämlich Frank Somon, Arthur Pryor und Herbert Clarke. 1934 wurde er zum Ehrendoktor der Phillips University in Enid (Oklahoma) ernannt; gleiche Ehren wurden ihm 1936 durch die Boston University und 1953 durch die DePauw University zuteil.
Am 15. August 1955 gab Goldman sein letztes Konzert mit der nach ihm benannten Band; es war das 2.146te mit diesem Ensemble.
Sein Œuvre umfasst alleine 106 Märsche und 37 Solo-Konzerte für Kornett.

## Werke

### Werke für Blasorchester
- 1924 On the Mall
- 1931 Boy Scouts of America
- 1931 Onward-Upward
- 1934 The Children’s March
- 1934 The Interlochen Bowl
- 1936 Bugles and Drums
- 1937 Chimes of Liberty
- 1937 Jubilee March
- 1953 March Illinois
- A Bit of Syncopation, Charakterstück
- Cheerio
- Espanita für Kornett-Solo und Blasorchester
- Jupiter für Kornett-Solo und Blasorchester
- Kentucky
- On the Green, Walzer-Intermezzo
- On the Hudson
- Springtime Fancies, Walzer
- Star of the Evening, Walzer-Intermezzo
- Sunshine and Shadows, Walzer

| Personendaten    | Personendaten                            |
| ---------------- | ---------------------------------------- |
| NAME             | Goldman, Edwin Franko                    |
| KURZBESCHREIBUNG | US-amerikanischer Komponist und Dirigent |
| GEBURTSDATUM     | 1. Januar 1878                           |
| GEBURTSORT       | Louisville (Kentucky)                    |
| STERBEDATUM      | 21. Februar 1956                         |
| STERBEORT        | New York City                            |